# 栗峴站
栗峴站（：／ Yulhyeon yeok */?）曾为韩国铁路庆北线上的一个车站，位于庆尚北道醴泉郡柳川面栗峴里，目前已废止。

## 历史
- 1966年1月27日，落成使用[1]。
- 2001年7月1日，停止使用。